# Magdeburger Straßen/F
Nachfolgend werden Bedeutungen und Umstände der Namengebung von Magdeburger Straßen und ihre Geschichte aufgezeigt. Aktuell gültige Straßenbezeichnungen sind in Fettschrift angegeben, nach Umbenennung oder Überbauung nicht mehr gültige Bezeichnungen in Kursivschrift. Soweit möglich werden auch bestehende oder ehemalige Institutionen, Denkmäler, besondere Bauten oder bekannte Bewohnerinnen und Bewohner aufgeführt.
Die Liste erhebt zunächst noch keinen Anspruch auf Vollständigkeit.
Faber-Privatweg; Stadtteil Fermersleben; PLZ 39122
Der Name dürfte auf den königlichen Oberleutnant Richard Faber zurückgehen, der in diesem Teil Fermerslebens über umfangreicheren Grundbesitz verfügte.
Faberstraße; Stadtteil Fermersleben; PLZ 39122
Der Name dürfte auf den königlichen Oberleutnant Richard Faber zurückgehen, der in diesem Teil Fermerslebens über umfangreicheren Grundbesitz verfügte.
Bekannte Personen, die hier lebten:
In der Faberstraße 15 wohnte Franz Weichsel, ein Abgeordneter im ersten Landtag von Sachsen-Anhalt.
Fabriciusstraße; Stadtteil Sudenburg; PLZ 39116
Vormals: Martha-Brautsch-Straße
 ?
Fabrikenstraße; Stadtteil Altstadt; PLZ 39104
Später:
- Franziskanerstraße
- Im Fuchswinkel

Die Straße besteht heute nicht mehr. Ursprünglich verlief sie zwischen Dreiengel- und Schrotdorferstraße, im nordwestlichen Teil der Altstadt. Nach den schweren Zerstörungen des Zweiten Weltkrieges in Magdeburg erfolgte ein Wiederaufbau, der sich nicht an der gewachsenen Stadtstruktur orientierte. Die Straße wurde überbaut. In diesem Gebiet befinden sich jetzt 10-geschossige DDR-Plattenbauten.
Fabrikenstraße; Stadtteil Neue Neustadt; PLZ 39124
 ?
Fabrikstraße; Stadtteil Ottersleben; PLZ 39116
Heute: ?
 ?

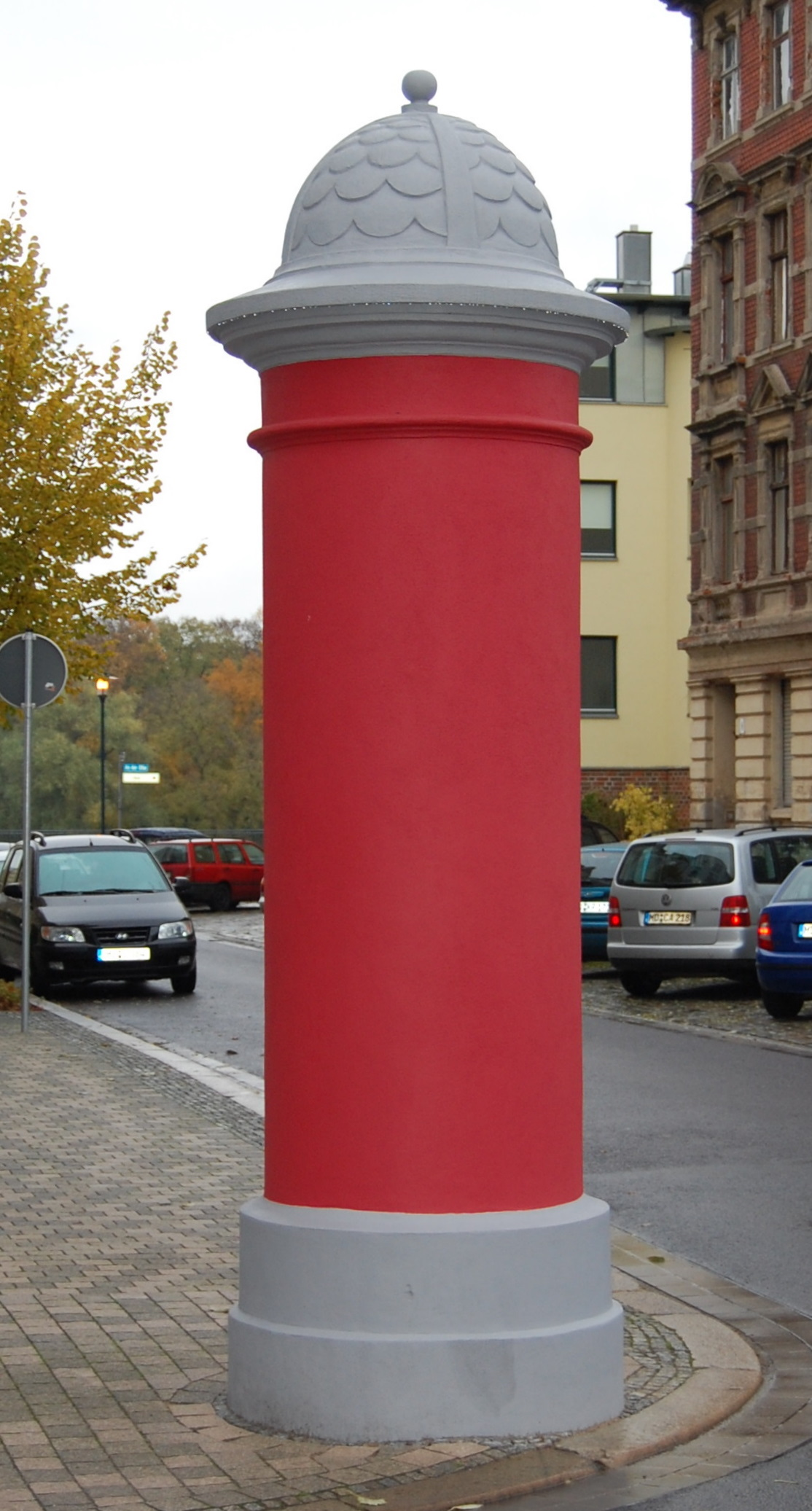
Litfaßsäule Fährstraße

Fährstraße; Stadtteil Buckau; PLZ 39104
Diese Straße führt direkt auf die Elbe zu. Noch bis in das 20. Jahrhundert hinein bestand hier eine Fähre, die Buckau mit der Elbinsel Rotehorn verband.
Baudenkmale:
- Litfaßsäule Fährstraße, unter Denkmalschutz stehende Litfaßsäule

Färbergasse; Stadtteil Brückfeld; PLZ 39114
Vormals: Kasernenstraße
Diese Straße verlief ursprünglich vom Heumarkt nach Süden in Richtung der Straße Am Charlottentor. Durch Luftangriffe im Zweiten Weltkrieg war das Gebiet stark zerstört. In der Zeit der DDR (ab 1976) wurde, um Baufreiheit für die Weiterführung des geplanten Strombrückenzuges zu erhalten, das Gebiet zwischen Brückstraße und der ehemaligen Eisenbahnlinie abgebrochen und die Straße aufgegeben. Auf Stadtplänen bis zumindest 1962 ist sie noch verzeichnet. Nach Ende des Zweiten Weltkrieges war sie umbenannt worden.
Falkenbergstraße; Stadtteil Alte Neustadt; PLZ 39106
Der Name dürfte auf den vom schwedischen König 1631 zur Verteidigung Magdeburgs gesandten Dietrich von Falkenberg zurückgehen.
Falkenweg; Stadtteil Cracau; PLZ 39114
Benannt nach der Vogelgattung Falken. Zwei benachbarte Straßen erhielten ebenfalls Vogelnamen.
Fallersleber Straße; Stadtteil Rothensee; 39126
Diese Straße wurde 1938 nach der heute zu Wolfsburg in Niedersachsen gehörenden Stadt Fallersleben benannt.
Falterstieg; Stadtteil Hopfengarten; PLZ 39120
Vormals: Egerländer Straße (bis 1950)
Benannt den Insekten Falter. Diverse benachbarte Straßen tragen ebenfalls Namen von Insekten.
Farnkrautbreite; Stadtteil Nordwest; PLZ 39128
Die Straße ist nach der Pflanzengattung der Farne benannt.
Farsleber Straße; Stadtteil Kannenstieg; PLZ 39128
Vormals: Zoppoter Straße
Benannt nach dem nördlich von Wolmirstedt in Sachsen-Anhalt gelegenen Dorf Farsleben.
Fasanenstraße; Stadtteil Cracau; PLZ 39114
Benannt nach der Vogelart Fasan.
Faßlochsberg; Stadtteil Altstadt; PLZ 39104
Vormals: Ab 1280 Cuvore (Kuhförder), da hier das Vieh zum Elbufer und zu den Brücken getrieben wurde.
Der Straßenname geht auf das hier einmal befindliche Haus „Zum Fuchsloch“ zurück. Diese Benennung entstand um 1650. Anfang des 19. Jahrhunderts wandelte sich die Bezeichnung in „Faßlochsberg“.
Faulmannstraße; Stadtteil Salbke; PLZ 39122
Vormals Elsässer Straße (siehe dort)
Die Straße ist nach dem Professor für Stenografie Carl Faulmann benannt. Die benachbarten Straßen (Gabelsbergerstraße und Ferdinand-Schrey-Straße) tragen ebenfalls den Namen von Persönlichkeiten, die sich um die Stenografie verdient gemacht hatten.
Fauststraße; Stadtteil Sudenburg; PLZ 39116
Die Straße liegt in der Goethesiedlung. Wie die meisten Straßen der Gegend nimmt der Name daher Bezug auf den Dichter Johann Wolfgang von Goethe und sein Werk. Faust ist der Name eines Werks Goethes (Faust I; Faust II). Diese Benennung geht wiederum zurück auf die historische Gestalt des Alchimisten Johann Georg Faust.
Feierabend-Privatweg; Stadtteil Berliner Chaussee; PLZ 39114
 ?
Feldstraße; Stadtteil Buckau; PLZ 39104
Heute: Karl-Schmidt-Straße
 ?
Feldstraße; Stadtteil Diesdorf; PLZ 39110
Heute: ?
 ?
Feldstraße; Stadtteil Ottersleben; PLZ 39116
 ?
Felgeleber Straße; Stadtteil Fermersleben; PLZ 39122
Benannt nach dem heute zu Schönebeck (Elbe) gehörenden Dorf Felgeleben.
Felsenbergstraße; Stadtteil Stadtfeld West; PLZ 39110
Die Straße ist nach der zwischen Hohenwarsleben und Dahlenwarsleben nordwestlich von Magdeburg gelegenen Erhebung Felsenberg benannt. Auch die benachbarten Straßen tragen Namen von Erhebungen dieses Landstrichs.
Felsengrund; Stadtteil Alt Olvenstedt; PLZ 39130
 ?
Ferchlander Weg; Stadtteil Neustädter Feld; PLZ 39128
Benannt nach dem westlich von Genthin an der Elbe in Sachsen-Anhalt gelegenen Dorf Ferchland.
Ferdinand-Schrey-Straße; Stadtteil Salbke; PLZ 39122
Vormals: Lothringer Straße
Die Straße ist nach dem Mitbegründer der Stenografie Ferdinand Schrey benannt. Auch die benachbarten Straßen (Faulmannstraße, Gabelsbergerstraße) tragen Namen von Persönlichkeiten, die sich um die Stenografie verdient gemacht haben. Die ursprüngliche Bezeichnung Lothringerstraße verschwand in der Zeit der DDR. Namen von Gebieten, aus denen die deutsche Bevölkerung nach dem Zweiten Weltkrieg vertrieben worden war oder die nicht mehr zu Deutschland gehörten, sollten nicht mehr erscheinen.
Ferdinand-von-Schill-Straße; Stadtteil Sudenburg (Wohngebiet Friedenshöhe); PLZ 39116
Benannt nach dem preußischen Offizier Ferdinand von Schill.
Fermersleber Weg; Stadtteil Leipziger Straße; PLZ 39112
Die Straße wurde nach dem Dorf Fermersleben benannt, welches heute ein Stadtteil Magdeburgs ist. Sie führt von Magdeburg-Sudenburg in Richtung Fermersleben.
Fermersleber Weg; Stadtteil Reform; PLZ 39118
Heute: Planetenweg
Diese Straße gehörte ursprünglich zur Gemarkung von Ottersleben und führte von dort kommen in Richtung Fermersleben.
Feßlerstraße; Stadtteil Nordwest; PLZ 39128
Heute: ?
 ?

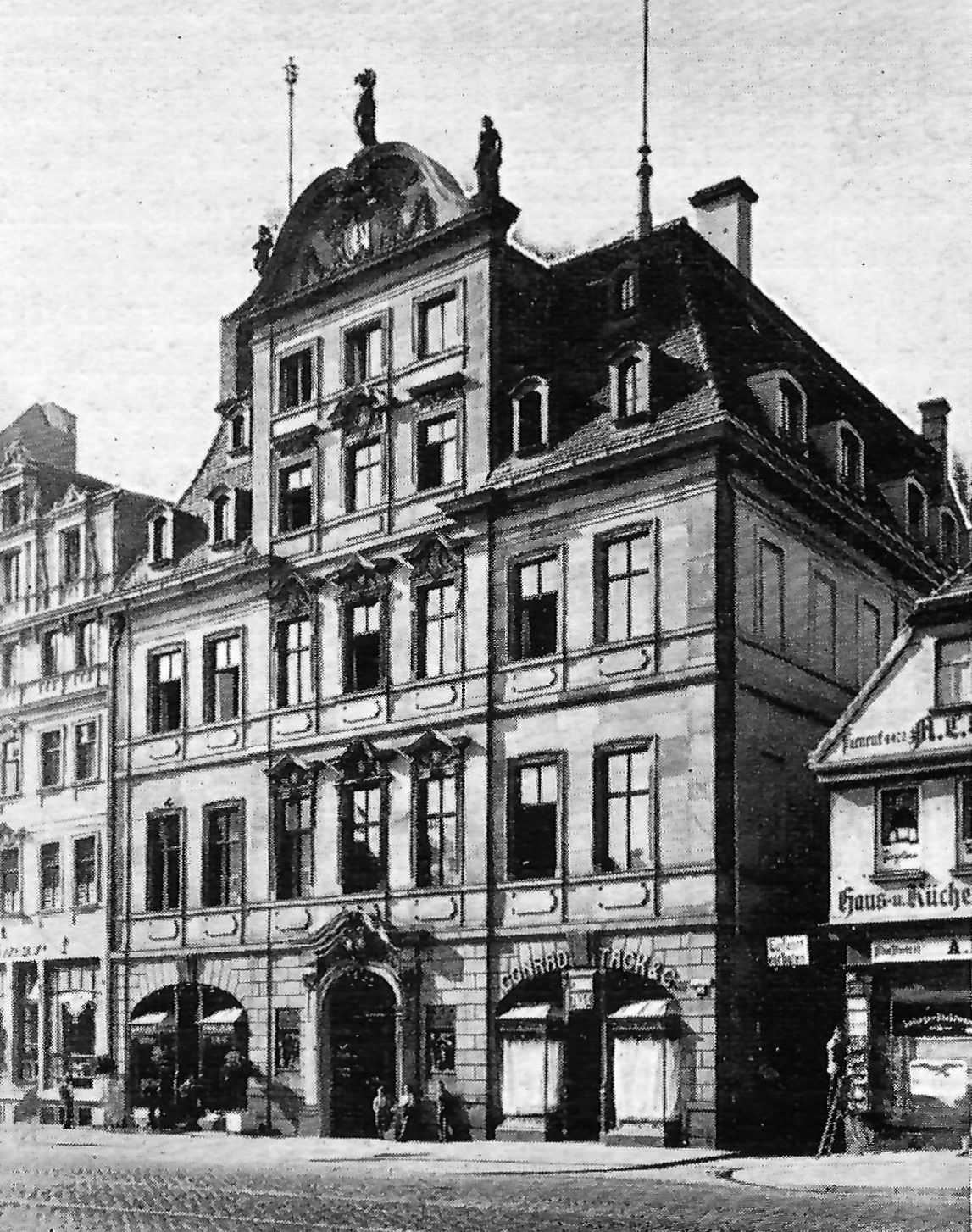
Einmündung der Fettehennenstraße auf den Alten Markt in den 1920er Jahren

Fettehennenstraße; Stadtteil Altstadt; PLZ 39104
Vormals: fette Hennengasse
Der Name der Straße leitete sich vom hier ursprünglich befindlichen Haus Zur fetten Henne ab. Die Straße verlief von der Südseite des Alten Markts nach Süden, etwa bis zum heutigen Einkaufszentrum Allee-Center. Während des Zweiten Weltkrieges wurde das Gebiet durch Luftangriffe stark zerstört. Der von der DDR betriebene Wiederaufbau der Stadt missachtete bewusst die gewachsene Struktur der Stadt. Die Straße wurde durch einen Wohnblock und die neue Ost-West-Verbindung (heutige Ernst-Reuter-Allee) überbaut.
Feuerbachstraße; Stadtteil Altstadt; PLZ 39104
Vormals: Keithstraße
Benannt nach dem deutschen Philosophen Ludwig Andreas Feuerbach.
Fichtestraße; Stadtteil Sudenburg; PLZ 39112
Benannt nach dem deutschen Philosophen Johann Gottlieb Fichte.
Finkensteig; Stadtteil Stadtfeld West; PLZ 39110
Benannt nach der Familie der Vögel Finken.
Fischer-Privatweg; Stadtteil Salbke; PLZ 39122
 ?
Fischersteg; Stadtteil Altstadt; PLZ 39104
Die Straße verband Altes und Neues Fischerufer. Im Zuge des Wiederaufbaus der Innenstadt nach den schweren Zerstörungen des Zweiten Weltkrieges, der sich nicht an der gewachsenen Stadtstruktur orientierte, wurde die Straße überbaut. Heute befindet sich dort das Schleinufer (etwa in Höhe des Petriförders).
Flachsbreite; Stadtteil Nordwest; PLZ 39128
Vormals: Kneerstraße
Benannt nach der Pflanzengattung Flachs.
Flandernplatz; Stadtteil Werder; PLZ 39114
Heute: Heinrich-Heine-Platz
Der im Rotehornpark liegende Platz war nach der belgischen Region Flandern benannt. Es sollte damit an das Kampfgebiet des Ersten Weltkrieges erinnert werden. Nach dem Zweiten Weltkrieg wurde der Platz umbenannt.
Flechtinger Straße; Stadtteil Stadtfeld West; PLZ 39110
Benannt nach dem in Sachsen-Anhalt, Landkreis Börde, gelegenen Dorf Flechtingen.
Flensburger Straße; Stadtteil Westerhüsen; PLZ 39122
Vormals: Ottostraße
Die Straße wurde nach der in Schleswig-Holstein an der Grenze zu Dänemark gelegenen Stadt Flensburg benannt.
Fliedergrund; Stadtteil Neu Olvenstedt; PLZ 39130
Benannt nach der Pflanze Flieder.
Fliederweg; Stadtteil Reform; PLZ 39130
Benannt nach der Pflanze Flieder.
Florian-Geyer-Straße; Stadtteil Sudenburg; PLZ 39116
Vormals:
Immelmannstraße
Löwenhardtstraße
Benannt nach dem Bauernführer und Reichsritter Florian Geyer.
Förderstedter Straße; Stadtteil Leipziger Straße; PLZ 39112
Die Straße wurde nach dem nördlich von Staßfurt in Sachsen-Anhalt gelegenen Dorf Förderstedt benannt.
Försterstraße; Stadtteil Leipziger Straße; PLZ 39112
 ?
Forellenweg; Stadtteil Berliner Chaussee; PLZ 39114
Benannt nach den Fischen der Arten Forelle.
Forsthausstraße; Stadtteil Rothensee; PLZ 39126
Die Benennung der Straße geht auf ein hier ursprünglich befindliches Forsthaus zurück. Das Forsthaus war für den südlich und westlich von Rothensee gelegenen Rothenseer Busch zuständig.
Fortverbindungsweg; Stadtteil Stadtfeld Ost; PLZ 39108
Heute: Draisweg (seit 1938)
Der Name der Straße dürfte von der ursprünglichen Funktion der Straße als Verbindungsweg zwischen Forts der Festung Magdeburg herrühren.
Franckestraße; Stadtteil Altstadt; PLZ 39104
Die Straße wurde nach dem Oberbürgermeister der Stadt Magdeburg August Wilhelm Francke benannt.
Frankefelde; Stadtteil Ottersleben; PLZ 39116
Vormals:
- (südlicher Teil) Kirchhofstraße
- (nördlicher Teil) Baldur-von-Schirach-Straße
- (südlicher Teil) Horst-Wessel-Straße

 ?
Frans-Hals-Weg; Stadtteil Nordwest; PLZ 39128
Vormals: Täschnerstraße
Benannt nach dem niederländischen Maler Frans Hals.
Franseckystraße; Stadtteil Altstadt; PLZ 39104
Später: Dohlhoffstraße
Heute: Weitlingstraße (deren nördlicher Teil)
Die Straße war nach dem preußischen General der Infanterie Eduard von Fransecky benannt. Nach dem Zweiten Weltkrieg erfolgte die Verwendung von Namen nichtmilitärischer Personen. Der nördliche Teil der Straße (nördlich der Listemannstraße) wurde im Zuge der Umgestaltung der Innenstadt aufgehoben. Heute befindet sich dort eine Grünfläche. Der südliche Teil wurde später der Weitlingstraße zugeschlagen.
Franz-Breitenstein-Straße; Stadtteil Neustädter Feld; PLZ 39128
Heute: Silberschlagstraße
 ?
Franz-Schmidt-Straße; Stadtteil Sudenburg; PLZ 39116
Heute: Christian-Peicke-Straße
 ?
Franz-Seldte-Straße; Stadtteil Alte Neustadt; PLZ 39106
Vormals: Kaiser-Wilhelm-Straße
Heute: Gareisstraße
Die Straße war während der Zeit des Nationalsozialismus nach dem in Magdeburg geborenen Stahlhelm-Führer und NSDAP-Politiker Franz Seldte benannt.
Franz-Seldte-Straße; Stadtteil Ottersleben; PLZ 39116
Heute: Lüttgen Ottersleben
Diese Straße war während der Zeit des Nationalsozialismus nach dem in Magdeburg geborenen Stahlhelm-Führer und NSDAP-Politiker Franz Seldte benannt.
Franzensbader Straße; Stadtteil Sudenburg; PLZ 39112
Heute: ?
Die Straße war nach dem böhmischen Kurort Franzensbad benannt.
Franziskanerstraße; Stadtteil Altstadt; PLZ 39104
Vormals: Fabrikenstraße
Später: Im Fuchswinkel
Die Straße besteht heute nicht mehr. Ursprünglich verlief sie zwischen Dreiengel- und Schrotdorferstraße, im nordwestlichen Teil der Altstadt. Nach den schweren Zerstörungen des Zweiten Weltkrieges in Magdeburg erfolgte ein Wiederaufbau, der sich nicht an der gewachsenen Stadtstruktur orientierte. Die Straße wurde überbaut. In diesem Gebiet befinden sich jetzt 10-geschossige DDR-Plattenbauten.
Fraunhoferplatz; Stadtteil Neue Neustadt; PLZ 39124
Benannt nach dem deutschen Physiker Joseph von Fraunhofer.
Freie Straße; Stadtteil Leipziger Straße; PLZ 39112
 ?
Freiherr-vom-Stein-Straße; Stadtteil Stadtfeld Ost; PLZ 39108
Vormals: Bürgerstraße
Benannt nach dem preußischen Politiker Heinrich Friedrich Karl Freiherr vom Stein.
Freiligrathstraße; Stadtteil Stadtfeld Ost; PLZ 39108
Die Straße ist nach dem deutschen Dichter Ferdinand Freiligrath benannt.
Freundschaftsweg; Stadtteil Salbke; PLZ 39122
 ?
Freytagstraße; Stadtteil Buckau; PLZ 39104
Heute: Basedowstraße
 ?
Friedensauer Weg; Stadtteil Berliner Chaussee; PLZ 39114
Benannt nach der südöstlich von Burg im Landkreis Jerichower Land in Sachsen-Anhalt gelegenen Ortschaft Friedensau.
Friedensbrücken; Stadtteile Werder, Brückfeld und Herrenkrug; PLZ 39114
 ?
Friedensplatz; Stadtteil Altstadt; PLZ 39104
Vormals: Scharnhorstplatz
 ?
Friedenstraße; Stadtteil Ottersleben; PLZ 39116
Heute: An der Quelle (seit 1952)
Die Umbenennung war mit der Eingemeindung Otterslebens nach Magdeburg 1952 erforderlich geworden, da es im Stadtgebiet bereits eine gleichnamige Straße gab.
Friedenstraße; Stadtteil Sudenburg; PLZ 39112
 ?
Friedhof; Stadtteil Altstadt; PLZ 39104
So hieß die um die St.-Sebastians-Kirche herumführende kleine Straße. Bereits auf dem Stadtplan von 1829 ist dieser Name eingetragen. Noch im Adressbuch von 1950 ist er aufgeführt. Auch heute ist diese Straße noch vorhanden, sie ist heute jedoch ohne Benennung und dürfte wohl zur Max-Josef-Metzger-Straße gerechnet werden. Der Name „Friedhof“ rührt von dem hier ursprünglich befindlichen Friedhof der Sebastiansgemeinde.
Friedhofstraße; Stadtteil Diesdorf; PLZ 39110
Heute: ?
 ?
Friedhofstraße; Stadtteil Salbke; PLZ 39122
Die Straße führt nördlich am Salbker Friedhof vorbei und trägt daher diesen beschreibenden Namen.
Friedhofsweg; Stadtteil Alt Olvenstedt; PLZ 39130
Diese Straße führt südöstlich am Olvenstedter Friedhof vorbei und trägt daher diesen beschreibenden Namen.
Friedrich-Aue-Straße; Stadtteil Alt Olvenstedt; PLZ 39130
Vormals: Karl-Liebknecht-Straße
Die Straße ist nach dem Kommunisten und Antifaschisten Friedrich Aue benannt. Die Straße wurde bei der Eingemeindung Olvenstedts nach Magdeburg umbenannt, um das doppelte Auftreten gleicher Straßennamen zu vermeiden.
Friedrich-Ebert-Straße; Stadtteil Cracau; PLZ 39114
Vormals: Dietrich-Eckart-Straße
Benannt nach dem SPD-Politiker Friedrich Ebert.
Friedrich-Engels-Straße; Stadtteil Alt Olvenstedt; PLZ 39130
Benannt nach dem Philosophen Friedrich Engels.
Friedrich-List-Straße; Stadtteile Fermersleben und Salbke; PLZ 39122
Vormals: Am Hopfengarten
Benannt nach dem liberalen Nationalökonom Friedrich List.
Friedrich-Naumann-Straße; Stadtteil Stadtfeld Ost; PLZ 39108
Vormals:
Friedrich-Naumann-Straße (bis 1938)
Martin-Rosenburg-Straße
Benannt nach dem liberalen Politiker Friedrich Naumann. In der Zeit des Nationalsozialismus war die Straße umbenannt worden, was nach dem Ende der nationalsozialistischen Diktatur rückgängig gemacht wurde.
Friedrichplatz; Stadtteil Neue Neustadt; PLZ 39124
Heute: Kuckhoffplatz
Der Name des Platzes nahm Bezug auf den preußischen König Friedrich Wilhelm IV. (1795–1861).
Friedrichstraße; Stadtteil Ottersleben; PLZ 39116
Heute: Ernst-Wille-Straße
 ?
Friedrichsruher Straße; Stadtteil Fermersleben; PLZ 39122
Heute: ?
Die Straße war nach dem Ort Friedrichsruh benannt.
Friedrichstädter Weg; Stadtteil Cracau; PLZ 39114
Heute: ?
Dieser Weg war nach dem Magdeburger Stadtteil Friedrichstadt benannt, der nach dem Zweiten Weltkrieg in Brückfeld umbenannt worden war.
Friedrichstraße; Stadtteil Cracau; PLZ 39114
Heute: Babelsberger Straße
 ?
Friedrichstraße; Stadtteil Neue Neustadt; PLZ 39124
Heute: Hugenottenstraße
Der Straßenname nahm Bezug auf den preußischen König Friedrich Wilhelm IV. (1795–1861).
Friesenstraße: Stadtteil Stadtfeld Ost; PLZ 39108
Benannt nach dem Pädagogen und Freiheitskämpfer Karl Friedrich Friesen.
Bekannte Personen die hier lebten:
- Erna Wenk, Abgeordnete im ersten Landtag von Sachsen-Anhalt, lebte in der Nr. 9.
- Rolf Herricht, Schauspieler und Komiker, wurde 1927 im Haus Nr. 14 geboren. Das Gebäude wurde bei Luftangriffen im Zweiten Weltkrieg zerstört.

Frischauf-Privatweg; Stadtteil Berliner Chaussee; PLZ 39122
 ?
Fritz-Hahn-Straße; Stadtteil Ottersleben; PLZ 39116
SPD-Landrat im Kreis Wanzleben, (?–1922)
Fritz-Heckert-Straße; Stadtteil Cracau; PLZ 39114
Vormals:
- Bölckestraße
- Legienstraße

Heute:
- Lasallestraße

Die Straße war in der Zeit der DDR nach dem KPD-Politiker Fritz Heckert benannt.
Fritz-Herbst-Straße; Stadtteil Leipziger Straße; PLZ 39112
Heute: Grusonstraße
 ?
Fritz-Maenicke-Straße; Stadtteil Kannenstieg; PLZ 39128
Benannt nach dem Bildhauer und Restaurator Fritz Maenicke.
Fritz-Reuter-Straße; Stadtteil Altstadt; PLZ 39104
Die ursprünglich einmal zwischen Walther-Rathenau-Straße und Rötgerstraße gelegene Straße war nach dem Schriftsteller Fritz Reuter benannt.
Fritz-Reuter-Straße; Stadtteil Stadtfeld Ost
Vormals:
- Elbinger Straße
- Majakowskistraße

Benannt nach dem Schriftsteller Fritz Reuter.
Fritze-Bollmann-Straße; Stadtteil Hopfengarten; PLZ 39120
Die Straße wurde mit Beschluss des Stadtrates vom 14. November 2002 nach dem bekannten Original Fritze Bollmann benannt. Gleichzeitig wurden auch die angrenzenden Straßen (Till-Eulenspiegel-Ring und Rolf-Herricht-Straße) nach Personen mit eher humoristischen Hintergrund benannt.
Fröbelstraße; Stadtteil Stadtfeld West; PLZ 39110
Benannt nach dem Pädagogen Friedrich Wilhelm August Fröbel.
Froese-Privatweg; Stadtteil Prester; PLZ 39114
 ?
Froschgrund; Stadtteil Beyendorf-Sohlen; PLZ 39122
Benannt nach der Amphibienart Frosch.
Froser Straße; Stadtteil Alte Neustadt; PLZ 39106
Benannt nach dem ursprünglich am Ufer der Elbe gelegenen, später mit der Neustadt vereinigten Dorf Frose.
Fürst-Leopold-Straße; Stadtteil Altstadt; PLZ 39104
Heute: Harnackstraße
Die Straße war nach dem Alten Dessauer Fürst Leopold I. benannt.
Fürstenstraße; Stadtteil Altstadt; PLZ 39104
Heute: Materlikstraße
Die Straße war nach der Adelsbezeichnung Fürst benannt, vermutlich in Anlehnung an den in der Nähe befindlichen „Fürstenwall“ (siehe dort), der auf Fürst Leopold I. von Anhalt-Dessau zurückging. Sie wurde nach Ende des Zweiten Weltkriegs im Jahre 1948 umbenannt. Bezeichnungen der Monarchie wurden zu diesem Zeitpunkt entfernt.
Fürstenufer; Stadtteil Altstadt; PLZ 39104
Heute: Schleinufer (dessen südlicher Teil)
Die Straße war nach der Adelsbezeichnung Fürst benannt, vermutlich in Anlehnung an den in der Nähe befindlichen „Fürstenwall“ (siehe dort), der auf Fürst Leopold I. von Anhalt-Dessau zurückging. Sie wurde nach Ende des Zweiten Weltkrieges umbenannt. Bezeichnungen der Monarchie wurden zu diesem Zeitpunkt entfernt. Die Bezeichnung „Ufer“ geht auf die östlich der Straße parallel verlaufende Elbe zurück.
Fürstenwall, Stadtteil Altstadt; PLZ 39104
Vormals:
- Auf dem Fürstenwall
- Auf dem Wall

Der Fürstenwall markiert einen Teil der historischen schon aus dem Mittelalter stammenden Verteidigungsanlage Magdeburgs. Bereits vor 1180 befand sich hier eine Stadtmauer. In der Folgezeit wurden die Wehranlagen ausgebaut. Es entstanden mehrere Wehrtürme, von denen heute noch die Türme „Kiek in de Köken“ und „Hinter der Ausfahrt der Möllenvogtei“ erhalten sind. Im Jahr 1525 wurde zur bestehenden Außenmauer auf der Innenseite eine parallele Mauer errichtet. Es entstand ein Zwinger als Teil der Wehranlagen. Zwischen 1700 und 1722 wurde der Zwinger verfüllt. Auf Befehl des Fürsten Leopold I. von Anhalt-Dessau entstanden zwischen den Mauern Kasematten. Die Oberfläche wurde begrünt und als Promenade genutzt. Der so entstandene Wall ist bis zum heutigen Tage der Fürstenwall. Die Benennung „Fürsten“ verweist auf den die Anlegung anordnenden Fürsten Leopold von Anhalt Dessau, der von 1702 bis 1747 Festungskommandant in Magdeburg war. Er erhebt sich bis zu 6 m über das umliegende Gelände. In der zweiten Hälfte des 19. Jahrhunderts wurde der Fürstenwall durch die Gouvernementstraße durchbrochen, um eine leichtere Zuwegung von der Stadt zur Elbe zu schaffen. Im Zweiten Weltkrieg wurde der nördliche Teil der Wallanlage (nördlich der Gouvernementstraße) durch Luftangriffe stark zerstört und zwischen 1973 und 1975 abgerissen. In der Zeit der DDR war sie umbenannt worden, da die Bezeichnung „Fürstenwall“ als zu monarchistisch erschien.
Fürstenwallstraße; Stadtteil Altstadt; PLZ 39104
Vormals:
- Fürstenwallstraße
- Wallstraße

Die Fürstenwallstraße verläuft auf der der Stadt zugewandten Seite des Fürstenwalls (siehe Fürstenwall) und trägt daher diesen Namen. In der Zeit der DDR war sie umbenannt worden, da die Bezeichnung „Fürstenwallstraße“ als zu monarchistisch erschien.
Bekannte Personen, die hier lebten:
- Johann Christian August Heyse, Pädagoge, Grammatiker und Lexikograf, lebte und wirkte zumindest um 1823 in und an der Höheren Töchterschule im Haus Nr. 6.

Furtlake-Privatweg; Stadtteil Berliner Caussee; PLZ 39114
Parallel zu dieser Straße verläuft der Bach Furtlake.